# Joe Rokocoko
Josevata Taliga Rokocoko (Nadi, 6 de junio de 1983) es un jugador neozelandés de rugby nacido en Fiyi que se desempeña como wing. Joe Rokocoko es conocido por su velocidad, fuerza y por la gran cantidad de ensayos que ha conseguido para sus equipos.

## Primeros años
Nacido el 6 de junio de 1983 en Nadi, Fiyi, Rokocoko emigró a Nueva Zelanda con su familia a la edad de 5 y se estableció en el sur de Auckland donde asistió a la Escuela Secundaria James Cook. Más tarde ganó una beca para la universidad de Saint Kentigern, donde fue miembro del equipo Nacional de rugby de Escuelas Secundarias en 2001. Ha sido internacional en categorías sub-16, sub-19 y sub-21 además de jugar en el Super 12 con los Auckland Blues.

## Carrera profesional
Rokocoko jugó para los Blues en el Super 12 en la temporada 2003. Hizo su primera aparición con los All Blacks el 14 de junio de 2003 contra Inglaterra. Tiene el mejor promedio anotador de ensayos en los All Blacks, marcando 25 ensayos en sus primeros 20 partidos, y rompiendo el récord de anotación en una temporada de los All Blacks que lo tenían conjuntamente Jonah Lomu y Christian Cullen con 17 ensayos. La International Rugby Board lo nombró mejor jugador novato del año en 2003. Su increíble velocidad se ha visto muchas veces a lo largo de su carrera. El 19 de junio de 2004, en un partido de los All Blacks 2004 con Inglaterra, Rokocoko destrozo la defensa de Inglaterra marcando tres ensayos en un 36-12 para los All Blacks, una victoria sobre los que en ese momento eran campeones de la Copa del Mundo de Rugby.
Rokocoko regresó a los All Blacks en el Rugby Championship de 2005, haciendo dos ensayos fundamentales en su partido contra los Springboks. Para el final de la temporada 2006 Rokocoko había marcado 35 ensayos en 39 partidos y en total anotó 46 ensayos con los All Blacks en 68 pruebas, incluyendo 4 tripletes: contra Francia (2003), Australia (2003), Inglaterra (2004) y Rumania (2007).
En 2011, después der 68 partidos con los All Blacks y 96 con los Blues, fichó por Aviron Bayonnais para jugar en el Top 14 francés. En verano de 2015, a pesar de haber renovado con el club labortano, Rokocoko queda liberado de su contrato debido al descenso del Aviron Bayonnais y ficha por Racing Métro 92, donde se proclama campeón del Top 14 francés en 2015-2016al ganar la final que les enfrenta a [Rugby-Club Toulonnais|Toulon] por 29-21.Poco después se crea una controversia al verse inmerso en una investigación por dopaje con corticoides en el control hecho el día de la final del top 14en el cual salió absuelto después de la investigación.

## Palmarés y distinciones notables
- Super Rugby: 2003
- Rugby Championship: 2003 ,2005, 2006, 2007 y 2010
- top 14:2016